# Megastigmus spermotrophus
Espèce
Megastigmus spermotrophus, le Chalcis du sapin Douglas, est une espèce d'insectes hyménoptères de la famille des Torymidae.
Originaire d'Amérique du Nord, il a été accidentellement introduit en Europe et en Nouvelle-Zélande avec son hôte, le sapin de Douglas (Pseudotsuga menziensii). La larve de cet insecte se développe dans les graines du Douglas et diminue significativement les récoltes de graines viables pour les peuplements d'élite ou vergers à graines.

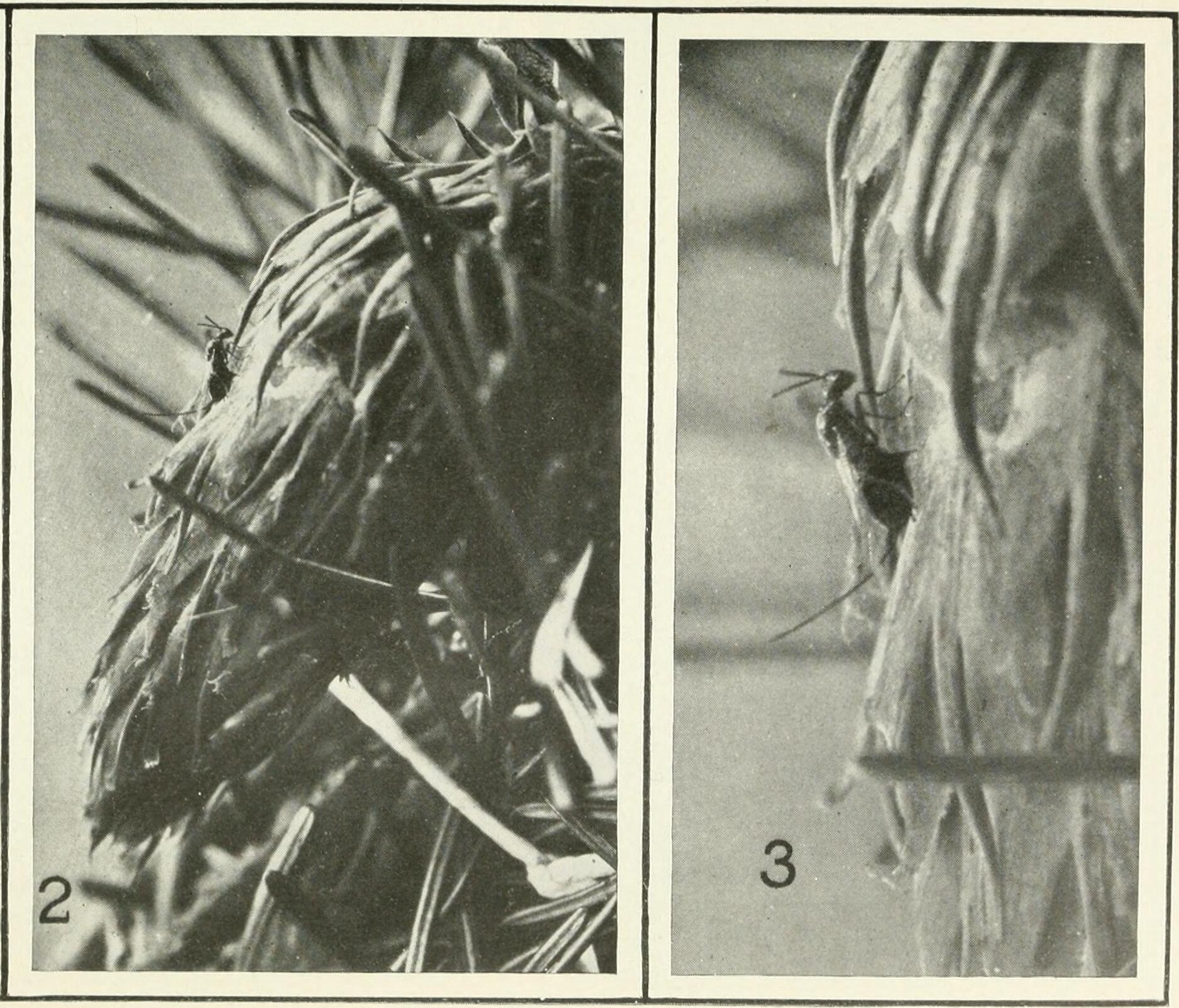
Femelle pondant ses œufs dans un cône de douglas.

## Taxonomie
Le nom valide complet (avec auteur) de ce taxon est Megastigmus spermotrophus Wachtl, 1893.
Ce taxon porte en français le nom vernaculaire ou normalisé suivant : chalcis du sapin Douglas.
Megastigmus spermotrophus a pour synonymes :
- Megastigmus nigrodorsatus Milliron, 1949
- Megastigmus spermatrophus Dalla Torre, 1898
- Megastigmus spermotrophus subsp. nigrodorsatus Milliron, 1949
- Megastigmus spermotrophus subsp. spermotrophus